# El secreto de la calabaza mágica
El secreto de la calabaza mágica o Bǎo hú lu de mì mì (en chino, 宝葫芦的秘密) o The Secret Of The Magic Gourd es una película de animación de Walt Disney Company, Centro Digital Pictures Limited y China Film Group estrenada el año 2007 en China. Los personajes de la película como la calabaza, los juguetes, el pájaro y la rana están hechos de animación por computadora.
Es la primera película de Disney creada en CGI de larga duración, y la primera producida para el mercado de China.
La película fue estrenada en los Estados Unidos lanzada directamente en DVD, el 27 de enero de 2009.

## Argumento
En el sueño de un joven estudiante llamado Raymond Bao, se halla en una misión en el espacio cuando de repente unos meteoritos atacan la nave espacial, su objetivo era rescatar a los astronautas y regresar a la Tierra. Sin embargo en la vida real su abuela y su hermana pequeña Sophie lo estimulaban a despertarse porque llegaría tarde a la escuela y de ese modo también a despedirse de sus padres —que se irían de viaje—.
En la escuela la profesora llama a Raymond para resolver unos ejercicios en el pizarrón, pero se da cuenta de que no ha estudiado, pues es un alumno holgazán.  Producto de ello, los amigos de Raymond se enojan constantemente con él al ser el miembro menos eficiente de su grupo de estudio.
En la sala de ciencias, Raymond le enseña a sus compañeros el proyecto que va a hacer, pero ellos se burlan de su trabajo causando su enojo y provocando que estropee otro proyecto en la sala, provocando que salga corriendo del lugar hacia su hogar. Allí, la abuela le cuenta a Sophie la historia de "La Calabaza Mágica"; Raymond les dice que ya no le importa esa historia y se va molesto a su cuarto, donde se refugia hasta que se queda dormido.
En su sueño, Raymond se encuentra en un bosque de bambú, donde pesca a una calabaza parlante. Raymond se había asustado mucho, le dijo que su nombre era Bailey y que quería ayudarlo con sus problemas, presentándose como La Calabaza Mágica. A cambio de no revelar el secreto de sus poderes, Bailey le concede deseos al niño como peces exóticos, comidas variopintas y volar. Asombrado, Raymond va en busca de sus compañeros para mostrarles los peces.
En el parque de la escuela John, un amigo de Raymond lo había asustado, y Raymond les enseñó los peces, pero al verlos, ambos se preguntan: ¿Cómo puede haber peces dorados en un lago? La maestra les explicó que deberían ir a la biblioteca. Raymond llega a casa y le pregunta a la calabaza que iba a hacer con los peces, después llega Sophie y ve algo "raro" debajo de su cama e intenta atraparlo, hasta que llega su abuela y le dice que debía bañarse y a Raymond que tiene que hacer su tarea.
A la mañana siguiente, Raymond va a la biblioteca a pedir el libro de animales marinos, ella le dice que Freddy, un compañero de Raymond, lo reservó antes. Bailey sin que nadie se diera cuenta, puso el libro en la mochila de Raymond y lo dejaron como un ladrón, Raymond le dice a la calabaza que deje el libro en su lugar, pero Bailey en vez de eso hace que el libro vuele. Raymond y John se van a jugar un tipo de Damas, la calabaza se confunde y piensa que Raymond quiere comerse las fichas del juego. Raymond y Bailey fueron persiguiendo el libro de animales marinos hasta la clase de natación, lo aceptaron porque nadaba muy bien, Bailey le dijo: Conmigo aquí, siempre serás un ganador. Bailey fue limpiando y ordenando el cuarto de su amo, hasta que se queda dormido. A la mañana siguiente, Bailey despierta a Raymond y él se va a la escuela temprano y responde bien las preguntas de matemáticas y tiene un alto puntaje de 9 estrellas.
En la clase de natación, con ayuda de Bailey logró nadar más rápido, pero le salieron marcas en el cuerpo. En la casa, Raymond pega un póster de la clase de natación. Raymond no sabe hacer un robot y Bailey hace uno para él, la calabaza le corta las uñas a su amo, Raymond le estaba explicando a Bailey que quería hacer "lo divertido". En la sala de ciencias, estaban reparando el proyecto que Raymond había destrozado, él estaba enseñando su robot (constantemente imitando cualquier cosa que Bailey hiciera), un compañero de Raymond rompe el robot por accidente. Raymond y Bailey después se van a una juguetería, vieron unos robots, después vino Dan, un amigo de Raymond, Bailey hizo que los juguetes se fueran a la casa de Raymond, él y Dan fueron al cine a ver "El Contraataque del Dinosaurio del Pantano", pero no había boletos, entonces entró a Raymond y lo sacó (literalmente) de la película. 
Cuando llegaron a casa, Raymond ve una multitud de juguetes en su habitación y le dice a Bailey que tiene que devolver todos los juguetes a la juguetería, el padre de Raymond le regala una bicicleta para la competencia. Bailey se estaba preparando para el examen de matemáticas de Raymond, él se pregunta por qué no le gustan los deseos que le ha concedido.
A la mañana siguiente, Raymond y Bailey se levantaron temprano, Raymond se fue a la escuela con su bicicleta nueva, estaba emocionado, le dijo a Bailey que este examen era importante. En la clase de matemáticas, Raymond estaba esperando que la calabaza le ayudara en el examen, en eso le robó un examen a una de sus compañeras y Raymond escapó de la clase al bosque de bambú donde había encontrado a Bailey. Raymond arroja a Bailey al lago y luego vienen la maestra y sus compañeros, la maestra curó a Raymond las heridas que le hizo la calabaza (accidentalmente después de una pelea) en plena lluvia, la maestra le dijo que lo que hizo fue incorrecto y que tiene que ser un mejor estudiante y un mejor amigo, se disculpó con Susy y le compartieron el paraguas, Bailey le dice a su amiga la rana que su amo ya no le quiere, Raymond había tomado un examen de recuperación, vio a la calabaza de dibujo, pero lo borró, Raymond se estaba esforzando hasta la competencia, los compañeros de Raymond habían ganado la competencia, gracias a él.
Raymond regresa al bosque de bambú para decirle a Bailey que habían ganado la competencia, en eso Bailey le dijo que no le ayudó a ganar la competencia y Raymond dice: ¡Eso es!, la calabaza dice que tiene que irse porque ya no le necesita más, se despidieron y cuando Bailey se marchó, exclamó: ¡Y amo no olvides cortarte las uñas!.
En la vida real, Raymond despertó y vio una nube parecido a la calabaza, Susy le estaba preguntando las preguntas de matemáticas, en la escena final la calabaza exclama al pájaro ¡Da la vuelta tenemos otros pobres que ayudar!

## Final alternativo
En las escenas finales se ven a los productores de la película filmando a la calabaza mágica de forma extraña y las escenas repetidas en la película.

## Protagonistas
- Pitor Elías como Calabaza Mágica (voz original).
- Pipo Ulyses como Wang Bao (Raymond).
- Jesús Atruro como Maestra Liu.